# Blatthornkäfer

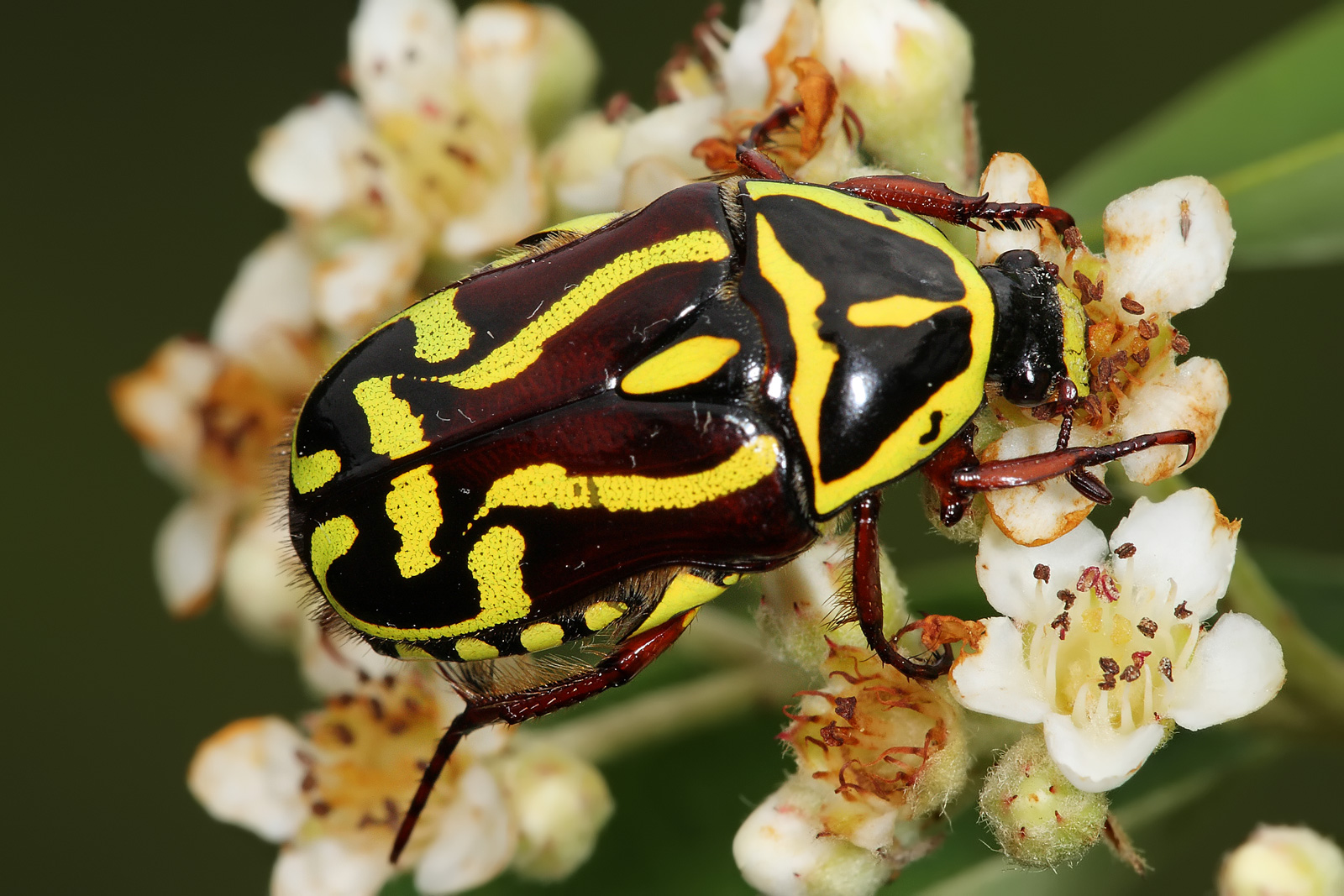
Eupoecila australasiae

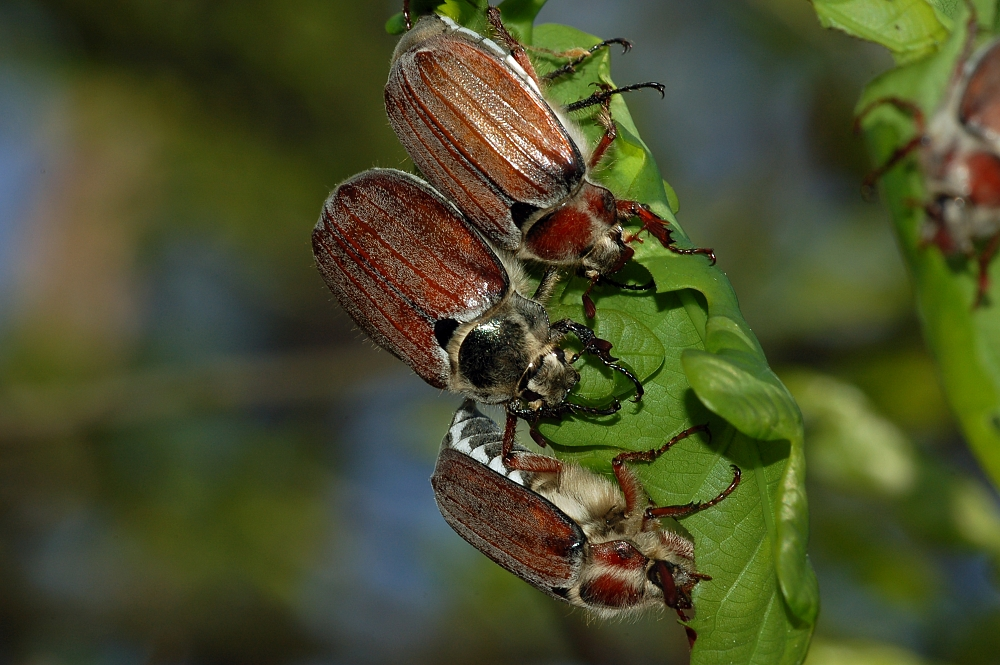
Waldmaikäfer (Melolontha hippocastani) an Eiche

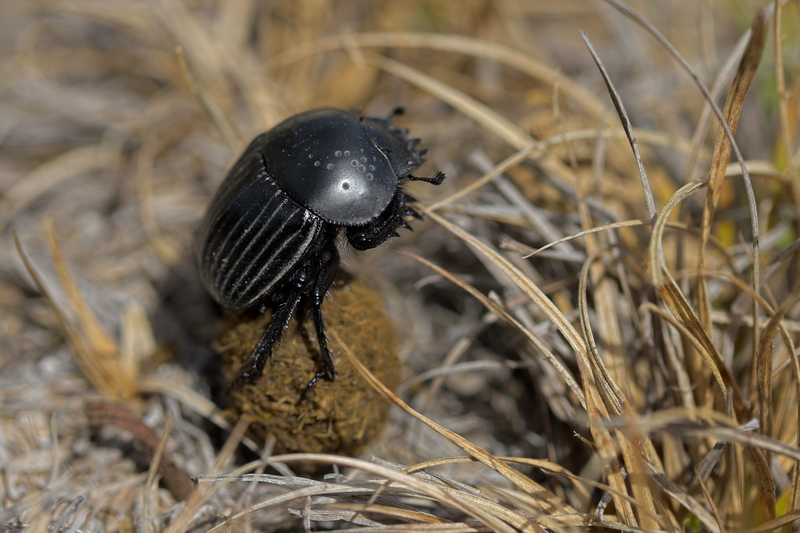
Scarabaeus laticollis

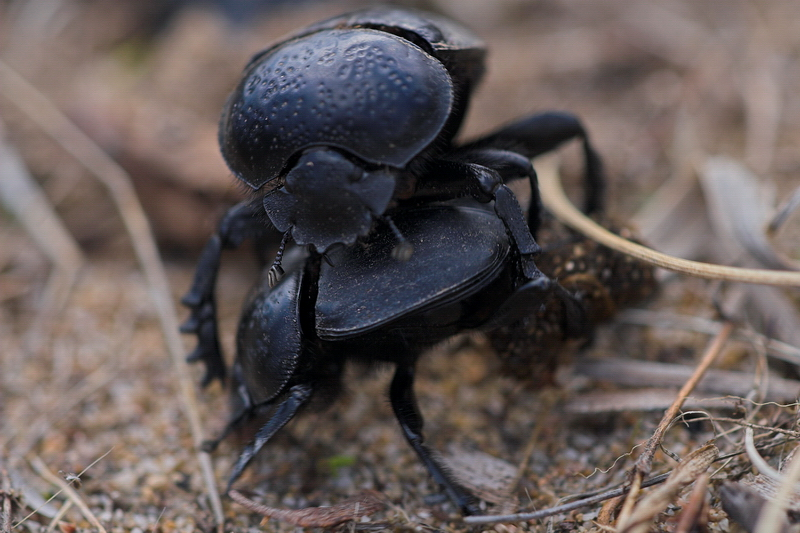
Scarabaeus semipunctatus

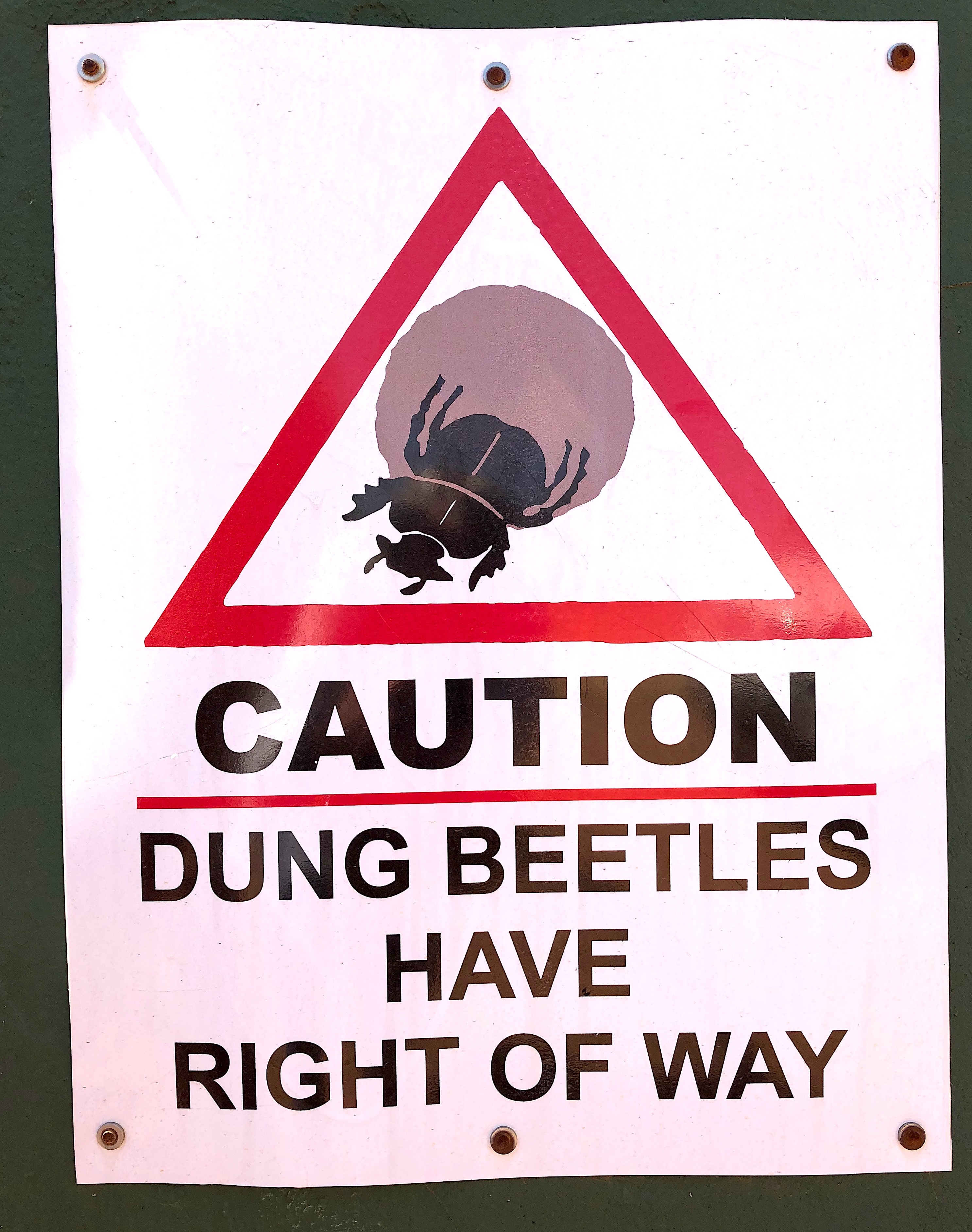
Warnschild, das die Bedeutung des Dungkäfers in Südafrika zeigt

Die Blatthornkäfer (Scarabaeidae) sind eine Familie in der Ordnung der Käfer (Coleoptera), die sehr unterschiedliche Tiere zusammenfasst. Die mit etwa 27.000 Arten in 1600 Gattungen sehr große, weltweit verbreitete Gruppe besteht aus mehreren gut abgegrenzten Unterfamilien und einer Reihe von solchen, deren verwandtschaftliche Stellung noch unklar ist. Die Artanzahl der Gruppe ist vermutlich deutlich höher, da viele große Untergruppen wie etwa die Melolonthinae bis heute nur wenig erforscht sind. Die Systematik der Blatthornkäfer wurde in jüngerer Zeit stark umstrukturiert und viele Unterfamilien wurden in den Rang einer Familie innerhalb der Überfamilie Scarabaeoidea erhoben. Je nach Autor variiert die Anzahl der angegebenen Unterfamilien deutlich.

## Merkmale

### Käfer
Die adulten Käfer sind 2,0 bis 160,0 Millimeter lang. Ihre Körperform ist variabel und reicht von eiförmig, eiförmig-abgeflacht und rechteckig bis zylindrisch. Auch ihre Farbe ist variabel. Viele Arten sind kräftig gefärbt und haben teilweise einen metallischen Schimmer. Eine Beschuppung oder Behaarung kann ausgebildet sein. Der Kopf ist nur selten schwach nach unten gewinkelt. Die Fühler sind meist zehngliedrig, sehr selten auch nur neungliedrig und haben eine drei- bis siebengliedrige Fühlerkeule. Die letzten Glieder sind bei den Melolonthinae, Dynastinae, Rutelinae, Cetoniinae, Trichiinae und Valginae unbehaart, bei den Aphodiinae und Scarabaeinae sind sie mit Toment versehen. Die Facettenaugen sind teilweise geteilt und haben voll entwickelte (eucone) Ommatidien. Die Stirnplatte (Clypeus) trägt bei manchen Arten Tuberkel oder hornartige Fortsätze. Das Labrum ist in der Regel deutlich ausgebildet und steht bei manchen Arten über die Spitze der Stirnplatte hinaus. Die Mandibeln sind unterschiedlich ausgebildet und reichen bei manchen Arten über die Spitze des Labrums hinaus. Die Maxillarpalpen sind viergliedrig, die Labialpalpen dreigliedrig.
Auch das Pronotum ist variabel ausgebildet und kann bei manchen Arten Tuberkel oder hornartige Fortsätze tragen. Die Deckflügel (Elytren) sind flach oder konvex gekrümmt und tragen bei manchen Arten Längsrillen. Das Pygidium ist bei den Aphodiinae von den Deckflügeln verdeckt, ansonsten liegt es bei den meisten anderen Unterfamilien frei. Das dreieckige, flache bis parabolische Schildchen (Scutellum) kann frei liegen, oder verdeckt sein. Die Hüften (Coxen) der Beine sind schräg oder kegelförmig. Die Schienen (Tibien) der Vorderbeine sind entweder zwei-, drei- oder vierfach bezahnt oder am Außenrand gesägt. Ihr Apex trägt einen Sporn. Die Tibien der übrigen Beine sind schlank oder kräftig und haben an ihrem Apex ein oder zwei Sporne. Bei manchen Arten der Scarabaeinae fehlen die Tarsen an den Vorderbeinen. Die Klauen sind variabel ausgebildet. Sie sind gleich oder unterschiedlich groß, einfach oder gezahnt. Ein Empodium ist ausgebildet.
Der Hinterleib hat sechs sichtbare Sternite. Die sieben funktionsfähigen Stigmen befinden sich bei den Aphodiinae und Scarabaeinae in den Pleuralmembranen, bei den meisten übrigen Unterfamilien befinden sie sich in den Pleuriten, den Sterniten und Tergiten. Die Genitalien der Männchen sind variabel ausgebildet. Sie haben einen doppelten Lobus oder sind verwachsen.

### Larven
Die Larven haben einen C-förmig gekrümmten Körper. Bei einigen Arten, wie etwa den meisten Scarabaeinae, sind sie etwas buckelig. Ihre Fühler sind in der Regel viergliedrig. Punktaugen (Ocelli) sind bei den meisten Arten nicht ausgebildet, man findet sie nur bei manchen Dynastinae und Cetoniinae. Eine Frontoclypealnaht ist ausgebildet. Die Spitze des Labrums ist abgerundet oder lappenartig. Der Epipharynx ist ebenso abgerundet oder lappenartig und asymmetrisch. Die Galea und Lacinia sind bei den Aphodiinae und Scarabaeinae deutlich voneinander getrennt oder bei den übrigen Unterfamilien zu einer Mala verwachsen. Ein maxillares Stridulationsorgan ist in der Regel ausgebildet. Die Stigmen sind siebförmig (cribriform). Die Beine sind bei den Scarabaeinae dreigliedrig, ansonsten fünfgliedrig. Sie haben kein Organ zur Lauterzeugung. Bei den meisten Arten sind Klauen ausgebildet. An der Bauchseite des letzten Hinterleibssegments ist bei manchen Arten ein fleischiger Lobus ausgebildet.

## Lebensweise und Nahrung
Die Lebensweise der Blatthornkäfer ist extrem unterschiedlich. Sie reicht vom gewöhnlichen Leben im Freien bis hin zur spezialisierten Lebensweise, die stark an das Leben mit sozialen Insekten angepasst ist, oder die sogar Brutpflege umfasst, bei der die Imagines gemeinsam mit der von ihnen gehegten Brut zusammenleben. Das Nahrungsspektrum reicht von Dung, Aas, Humus und Pilzen bis hin zu sämtlichen Teilen lebender Pflanzen. Es gibt viele Arten, die als Nützlinge gelten, wie etwa manche Arten der Scarabaeinae und Aphodiinae, wohingegen einige an Pflanzen fressende Arten, wie etwa aus den Unterfamilien Melolonthinae, Rutelinae und Dynastinae zu ernstzunehmenden Schädlingen in der Land- und Forstwirtschaft zählen. Im Tiefland Perus wurde 2008 erstmals ein Blatthornkäfer, Deltochilum valgum, entdeckt, der mit Vorliebe Tausendfüßer jagt und frisst.

## Systematik und Taxonomie
Die Systematik der Blatthornkäfer wurde in jüngerer Zeit stark umstrukturiert. Nachdem innerhalb der Überfamilie Scarabaeoidea neben der Familie der Blatthornkäfer sehr lange nur den Schrötern (Lucanidae) der Status einer eigenen Familie zuerkannt wurde, setzt sich mittlerweile die Ansicht durch, dass die Unterfamilien der ursprünglichen Familie größtenteils als eigene Familien zu werten sind.
Die Monophylie der Familie ist durch eine Reihe von Autapomorphien der Imagines an der Flügelbasis und -aderung, durch das Vorhandensein eines Mycangiums und einem spezialisierten Häutungsfortsatz bei den Larven gestützt.
Die Blatthornkäfer umfassen nach der derzeit herrschenden Auffassung auch die Aphodiinae (inklusive Aegialiinae und Aulonocneminae), die Phaenomeridinae, die Scarabaeinae, die Orphninae, die Melolonthinae, die Rutelinae, die Riesenkäfer (Dynastinae), die Rosenkäfer (Cetoniinae), die Valginae, sowie die Gattung Acoma.
Im Folgenden eine vollständige Liste der Unterfamilien sowie eine Auswahl von Arten:
- Aphodiinae Leach, 1815
  - Rotfuß (Acrossus rufipes)
  - Gefleckter Dungkäfer (Aphodius distinctus)
  - Gemeiner Dungkäfer (Aphodius fimetarius)
  - Bodilus ictericus
  - Hellrandiger Dungkäfer (Melinopterus prodromus)
  - Kaninchen-Dungkäfer (Nimbus contaminatus)
  - Oxyurus sylvestris
- Scarabaeinae Latreille, 1802
  - Krüppelpillenkäfer (Cheironitis furcifer)
  - Schwarzglänzender spanischer Nashornkäfer (Copris hispanus)
  - Mondhornkäfer (Copris lunaris)
  - Seidiger Pillenwälzer (Gymnopleurus geoffroyi)
  - Mönchs-Kotkäfer (Onthophagus coenobita)
  - Bruchhörniger Kotkäfer (Onthophagus fracticornis)
  - Onthophagus illyricus
  - Eiförmiger Kotkäfer (Onthophagus ovatus)
  - Stierkopf-Dungkäfer (Onthophagus taurus)
  - Nickender Pillenkäfer (Onthophagus verticicornis)
  - Scarabaeus pius
  - Heiliger Pillendreher (Scarabaeus sacer)
  - Pockennarbiger Pillendreher (Scarabaeus variolosus)
  - Scybalocanthon
  - Matter Pillenwälzer (Sisyphus schaefferi)
- Pachypodinae Erichson, 1840
- Orphninae Erichson, 1847
- Allidiostomatinae Arrow, 1940
- Dynamopodinae Arrow, 1911
- Aclopinae Milne-Edwards, 1850
- Euchirinae Hope, 1840
- Phaenomeridinae Erichson, 1847
- Melolonthinae MacLeay, 1819
  - Gerippter Brachkäfer (Amphimallon solstitiale, Junikäfer)
  - Goldstaub-Laubkäfer (Hoplia argentea)
  - Dunkler Seidenkäfer (Maladera holosericea)
  - Waldmaikäfer (Melolontha hippocastani)
  - Feldmaikäfer (Melolontha melolontha)
  - Walker (Polyphylla fullo)
  - Rotbrauner Laubkäfer (Serica brunnea)
- Rutelinae MacLeay, 1819
  - Kleiner Julikäfer (Anomala dubia)
  - Gartenlaubkäfer (Phyllopertha horticola)
- Riesenkäfer (Dynastinae) MacLeay, 1819
  - Nashornkäfer (Oryctes nasicornis)
- Rosenkäfer (Cetoniinae) Leach, 1815
- Valginae Mulsant, 1842
  - Stolperkäfer (Valgus hemipterus)

## Fossile Belege
Als ältester fossiler Scarabaeide galt lange Zeit Aphodiites protogaeus Heer, 1865. Dieser wurde von Crowson als ältester Vertreter der Polyphaga überhaupt akzeptiert. Neuere Untersuchungen bezweifeln die Zuordnung. Das merkmalsarme Fossil könne demnach genauso gut zu „jeder Familie ovaler Käfer“ gehören. Aus dem Jura liegt nur ein in China neu entdecktes, hervorragend erhaltenes Fossil vor, das in eine neue (ausgestorbene) Familie Alloioscarabaeidae gestellt wurde. Die Familie Scarabaeidae selbst ist erstmals durch kreidezeitliche Funde belegt. Weitere Belege aus dem kreidezeitlichen Libanon-Bernstein sind bei Poinar abgebildet, aber bis heute nicht wissenschaftlich beschrieben worden. Darüber hinaus ist die Familie mit mehreren Gattungen in Baltischem und Dominikanischem Bernstein (beide aus dem Tertiär) vertreten.